# 張法 (明朝)
張法（1602年—17世紀），字黃月，江西撫州府金谿縣紫嶺鄉人，河南羅山籍，明朝政治人物。

## 生平
張法先祖僑居嶺南，崇禎三年（1630年）中式河南鄉試第十九名舉人，次年（1634年）聯捷進士，獲授行人，十五年轉任山東道監察御史，因為直言忤逆內閣，貶謫回鄉。後來張法以原職起用，剛就任李自成就已經攻入北京，他嘆道：「吾受國恩厚，安忍苟活乎？」慷慨赴義而死，得祭祀忠義祠。

## 家族
曾祖张文耿，庠生。祖张新受，庠生。父張尚誠，庠生

## 引用
1. 1 2  道光《金谿縣志·卷十二·忠義》：張法，字黃月，紫嶺人。祖僑居嶺南，法領河南籍登崇禎七年進士，授行人，尋除御史。在臺不阿權勢，後以直言忤內閣，被謫歸金谿，復以原職起；甫就道闖賊破京城，嘆曰：「吾受國恩厚，安忍苟活乎？」慷慨赴難死，祀忠義祠。 府志
2. ↑  《崇禎七年甲戌科進士履歷》：張法，黄月，春秋房，壬寅年正月二十五日生。汝寧府羅山縣人，庚午十九名，會試一百二十七名，三甲二百三十六名，吏部觀政，丁丑授行人，壬午考选山東道御史，本年降山西布政司簡較。曾祖文裴，庠生。祖新受，庠生。父尚誠，庠生。
3. ↑  道光《金谿縣志·卷五·選舉》：崇禎六年癸酉鄉試……張法 紫嶺人，河南籍，有傳
4. ↑  乾隆《羅山縣志·卷六·選舉志》：張法 字黃月，甲戌進士，歷官行人司行人、山東道御史，倜儻能文，以直言忤權貴，謫檢……